# Nikolay Larionov
Nikolay Yevgeniyevich Larionov (Volkhov, 19 de janeiro de 1957) é um ex-futebolista profissional e treinador russo que atuava como defensor.

## Carreira
Nikolay Larionov fez parte do elenco da Seleção Soviética de Futebol, da Copa de 1986.